# Osafune Kana
Osafune Kana (長船 加奈, sinh ngày 16 tháng 10 năm 1989) là một cầu thủ bóng đá nữ người Nhật Bản.

## Đội tuyển bóng đá nữ quốc gia Nhật Bản
Osafune Kana thi đấu cho đội tuyển bóng đá nữ quốc gia Nhật Bản từ năm 2010 đến 2015.

## Thống kê sự nghiệp
| Nhật Bản  | Nhật Bản | Nhật Bản |
| Năm       | Trận     | Bàn      |
| --------- | -------- | -------- |
| 2010      | 3        | 0        |
| 2011      | 0        | 0        |
| 2012      | 1        | 0        |
| 2013      | 4        | 0        |
| 2014      | 6        | 2        |
| 2015      | 1        | 0        |
| Tổng cộng | 15       | 2        |